# Каліграма

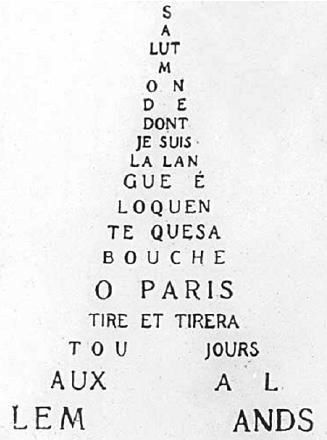
Каліграма «Ейфелева вежа»

Калігра́ма (грец. καλος "гарний" та γραμμα "письмо"), або фігурні вірші  — вірші, у яких поетичні рядки утворюють фігури.
Слово «каліграма» придумав французький поет Гійом Аполлінер, який частину своїх віршів виконував у вигляді малюнків, що складені із слів і віршів на певну тему.
Каліграма — це графічна загадка, яка стимулює образне мислення, розвиває спостережливість і вміння концентруватися.
Тобто це — тематичний малюнок, створений за віршем.